# Heinrich Sturm
Heinrich Sturm (12 de Junho de 1920 - 22 de Dezembro de 1944) foi um piloto alemão da Luftwaffe durante a Segunda Guerra Mundial. Abateu 158 aeronaves inimigas, o que fez dele um ás da aviação.